# Plesiopelma rectimanum
Plesiopelma rectimanum é uma espécie de aranha pertencente à família Theraphosidae (tarântulas).